# الرقة الغربية
قرية الرقة الغربية هي إحدى القرى التابعة لمركز العياط في محافظة الجيزة في جمهورية مصر العربية. حسب إحصاءات سنة 2006، بلغ إجمالي السكان في الرقة الغربية 14268 نسمة، منهم 7346 رجل و 6922 امرأة.